# Axinopalpus habilis
Axinopalpus habilis är en skalbaggsart som beskrevs av Thomas Casey. Axinopalpus habilis ingår i släktet Axinopalpus och familjen jordlöpare. Inga underarter finns listade i Catalogue of Life.